# باغ تير حاجي أباد (خبريز)
باغ تیر حاجي أباد (بالفارسية: باغ تیر حاجی‌آباد) هي قرية تقع في إيران في قسم خبریز الريفي. يقدر عدد سكانها بـ 81 نسمة .